# アントニオ・ジャコッベ
アントニオ・ジャコッベ（Antonio Giacobbe, 1947年2月12日 - ）は、イタリアのバレーボール指導者。チェーチナ出身。

## 来歴
1980年代にイタリア女子代表監督として130試合を指揮した経歴を持つ。セリエAの女子クラブ・バーリの監督を務めたのち、1992年からセリエA2の男子クラブ・リヴォルノの監督を5シーズン務めた。
1999年にアフリカのチュニジア代表監督に就任し、2002年世界選手権に出場。同年レバノンで開催されたアラブ選手権と2003年アフリカ選手権で優勝、2003年ワールドカップでは開催国の日本を破るなどチームに成長をもたらし、アフリカ予選を経て2004年アテネオリンピック出場へと導いた。2006年世界選手権ではロシア、セルビア・モンテネグロら強豪と同組の1次ラウンドで2勝を挙げ、初の2次ラウンド進出。チュニジアのレベルを引き上げ大きな収穫をもたらしたことで、アフリカで最も成功した外国人指導者の1人であると評価された。
2009年、エジプト代表監督に就任すると、同年9月に行われた2010年ワールドリーグ予選で日本から2年ぶりの出場権奪回に成功。2009年アフリカ選手権で優勝し、2009年ワールドグランドチャンピオンズカップ出場へ導いた。

## 指導歴
- バレーボールイタリア女子代表（1980-1985年）
- バレーボールチュニジア男子代表（1999-2007年）
- バレーボールエジプト男子代表（2009-2014年）
- バレーボールモロッコ男子代表（2015-2016年）
- バレーボールチュニジア男子代表（2017年-）